# Evert Brautigam
Evert Antoon Gerard Brautigam (Amsterdam, 18 mei 1922 – Amstelveen, 9 september 1999) was een Nederlands politicus van de KVP en later het CDA.

## Leven en werk
Hij is afgestudeerd in de rechten en was als advocaat werkzaam in Amsterdam. Daarnaast was hij vanaf 1966 lid van de Amsterdamse gemeenteraad. Van 1970 tot 1974 was hij daar wethouder, eerst voor economische zaken en daarna onder meer verkeer. Bij de gemeenteraadsverkiezingen van 1974 werd hij herkozen maar de linkse partijen in de gemeenteraad van Amsterdam besloten tot de vorming van een links programcollege waardoor het CDA niet meer terugkeerde in het college van burgemeester en wethouders van Amsterdam. Daarmee kwam een eind aan het wethouderschap van Brautigam. Hij trad nog wel op als vertegenwoordiger van de gemeente Amsterdam tijdens het Europees Monumentenjaar 1975. Op 20 augustus 1975 nam Brautigam, vanwege zijn benoeming per 1 september 1975 tot burgemeester van Uithoorn, afscheid als raadslid van Amsterdam. Tot zijn pensionering in juni 1987 zou hij de functie van burgemeester van Uithoorn vervullen. In 1999 overleed hij op 77-jarige leeftijd. 
Brautigam werd tijdens zijn burgemeesterschap in 1979 benoemd tot regeringscommissaris die belast was met het toezicht op de auteursrechtenorganisatie Buma. Ook na het beëindigen van zijn burgemeesterschap bleef hij deze functie vervullen.
- Nederlandse Thesaurus van Auteursnamen: 071893652
- Virtual International Authority File: 288580919
- WorldCat: E39PBJy8tgV3x3yjHg4xRftBT3